# 三多里
三多里，是臺灣彰化縣員林市所轄的一里。

## 歷史
舊名十七分庄，於1993年因都市計畫歸為住宅區，劃分為三多里。北以中山路為界、南以大同路二段路界。

## 經濟
據財政部綜所稅統計專冊資料顯示，三多里平均所得達新台幣92萬元，高居彰化縣之冠。